# Görénypuszta
Görénypuszta Balkány város része, a Nagykállói járásban, Nagykállótól 9,5 km-re. Balkánytól 3, Biritől 2 km-re található, 169 fő lakosságú külterületi lakott hely.

## Története
Görénypuszta helyén - az egykori feljegyzések szerint - a 14. században még falu állt. 1329-ben említik nevét először az oklevelek, Guryn alakban írva, ekkor már lakott helyként tüntették fel. 1367-ben és még 1374-ben is ónodi Czudar Péter és a Kállay család tagjainak közös birtoka volt.
1415-ben a Czudar család volt a település földesura, s egy része övék még a század közepén is, az 1400-as évek vége felé azonban már csak mint puszta van említve, s ekkortól sorsa már Balkányéval azonos. Ma Balkány egyik városrésze. Érdekessége, hogy Budalapos a tanyához is és Balkányhoz is tartozik.
2007-ig vasúton is megközelíthető volt a Nagykálló–Nyíradony-vasútvonalon. A megállóhely Biri és Balkány között volt. Jelenleg a vasútvonalon a személyszállítás szünetel.

## Nevezetességei
- Ökumenikus imaház
- A volt vasúti megállóhely
- Az egykori iskola épülete

## Galéria

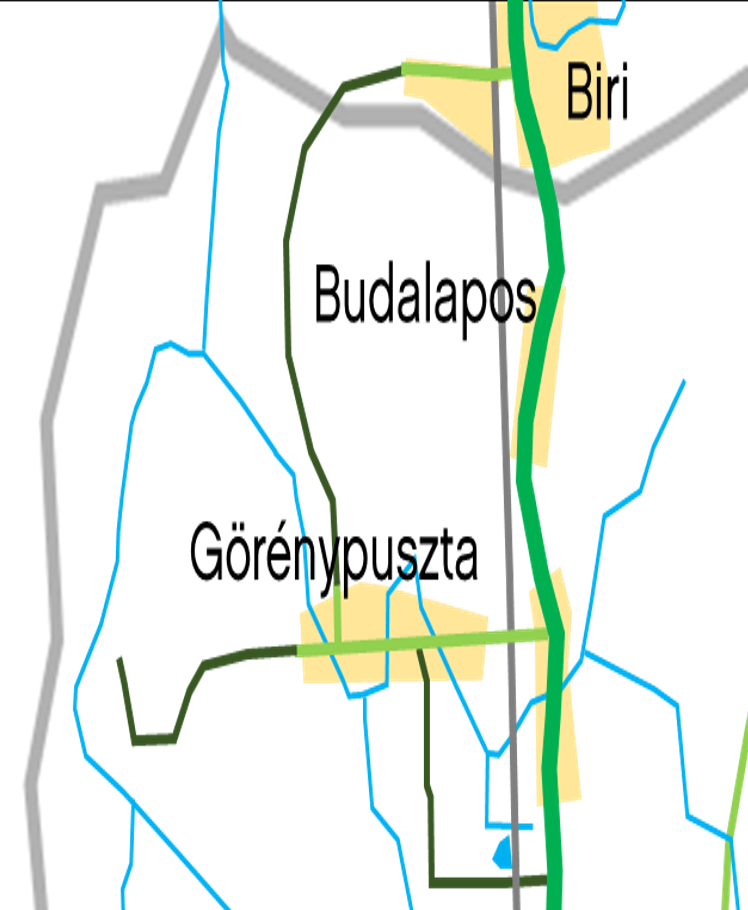
A környék vázlatos térképe
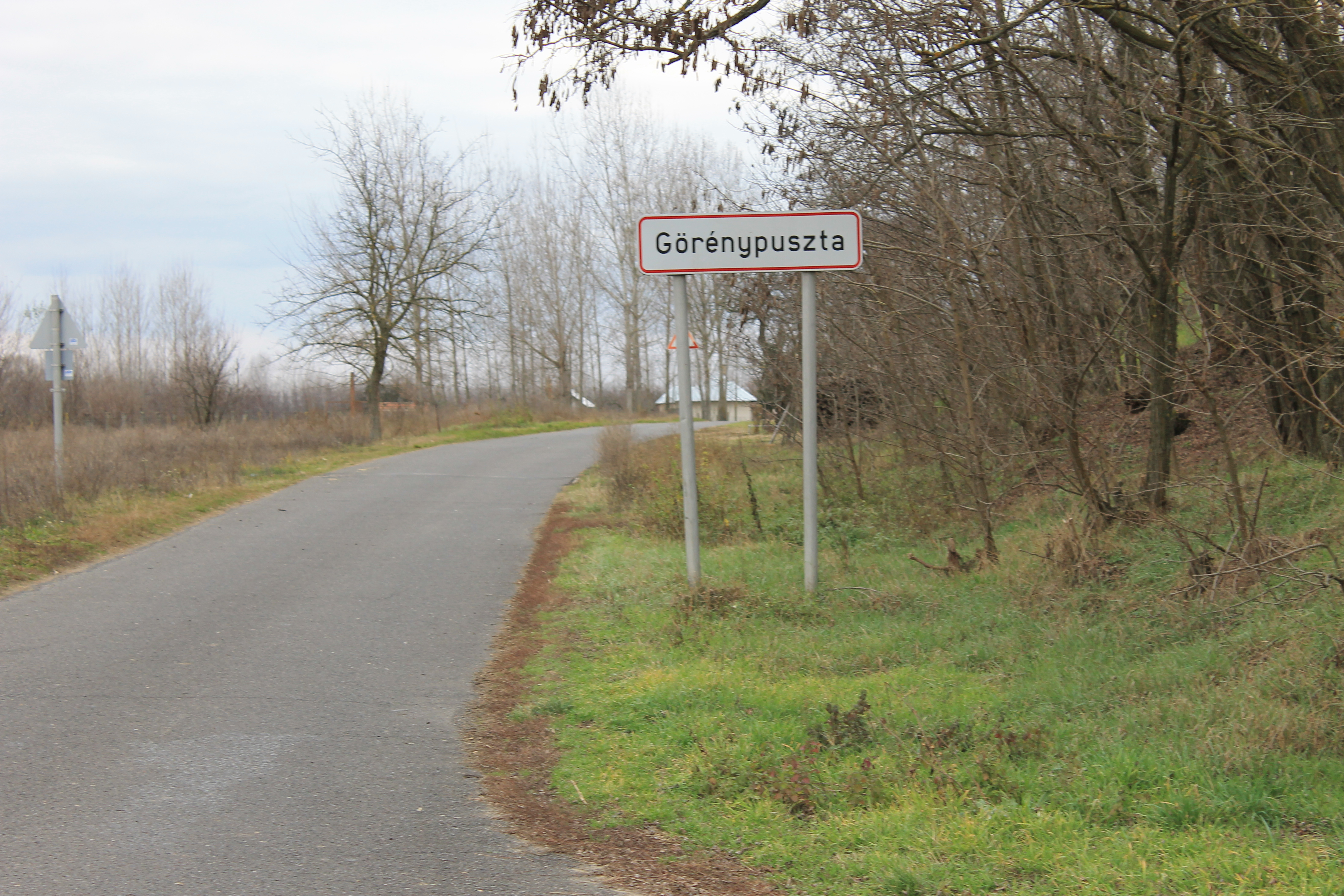
Közúti jelzőtábla a városrész előtt
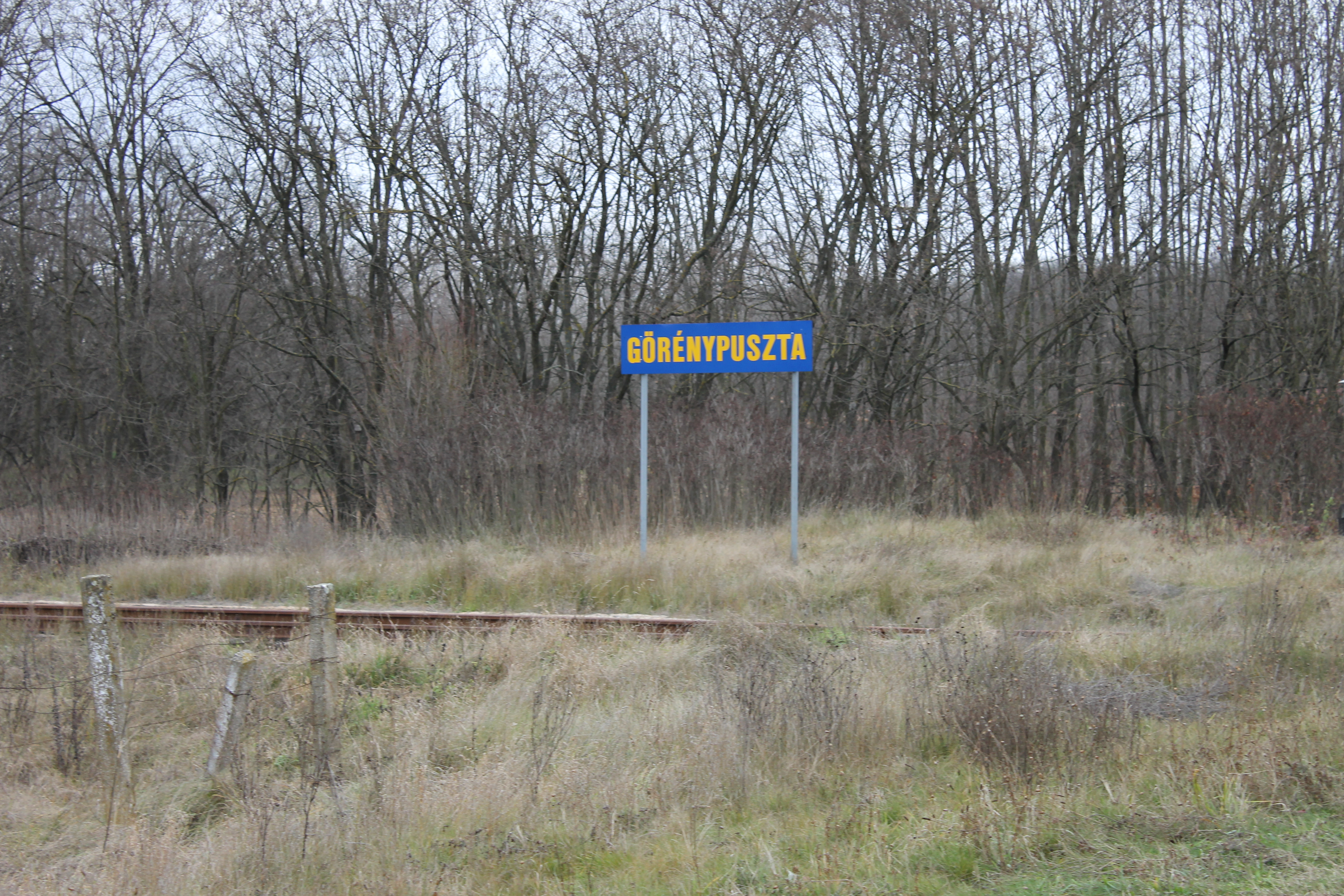
Az egykori vasúti megállóhely táblája

## Külső hivatkozások
- Balkány Önkormányzatának honlapja
- Kép a volt vasútállomásról